# Réserve ornithologique de Kapp Linné

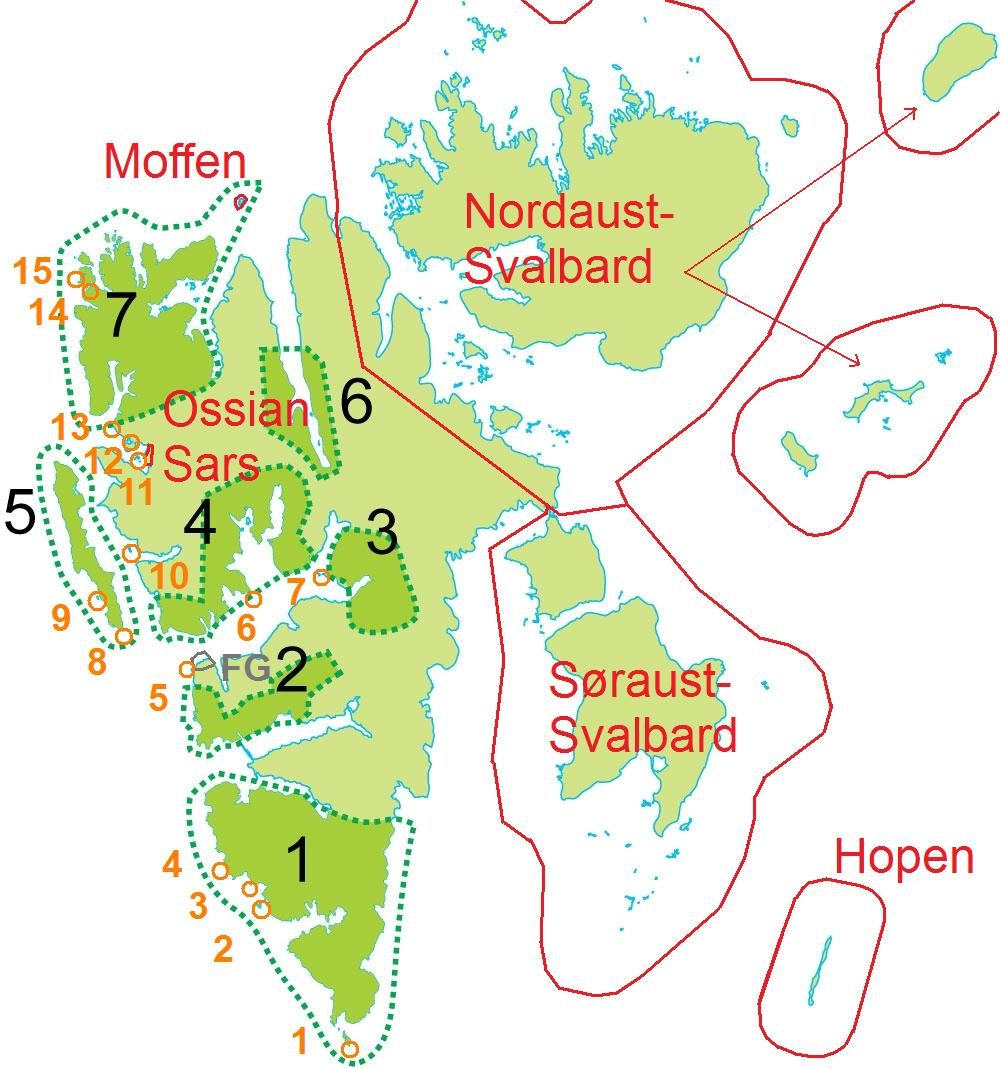
Carte des aires protégées au Svalbard, la réserve porte le numéro orange 5.

La réserve ornithologique de Kapp Linné est une réserve naturelle située sur le Cap Linné et qui s'étend à l'ouest d'une ligne allant de Randvika à l'extrémité sud-ouest de la Fyrsjøen à l'exception de la région autour de Isfjord radio. La zone est située sur la Terre de Nordenskiöld au Spitzberg, dans le Svalbard. La réserve a été créée par décret royal le 1er juin 1973 et a une superficie de 1,89 km2.
On y trouve principalement l'eider à duvet et des oies. Il est interdit de s'approcher à 300 mètres de la réserve, et plus particulièrement encore à l'époque où les oiseaux sont en train de couver afin d'éviter que les parents ne soient effrayés et que des oiseaux de proie ou des renards ne prennent les œufs.